# Tanah Bara
Tanah Bara is een bestuurslaag in het regentschap Aceh Singkil van de provincie Atjeh, Indonesië. Tanah Bara telt 1925 inwoners (volkstelling 2010).